# Muzikal
Muzikal ali mjuzikel (angleško musical) je glasbeno-scensko delo, ki se je razvilo iz operete. Za razliko od nje ima lahkotnejšo vsebino, več govorjenih dialogov, več plesa in pevskih točk, ki temeljijo na popularni ali jazzovski glasbi. 
Vsebine zgodb so lahko ljubezenske, družbenokritčne, komične ...
Prvi muzikal je bil uprizorjen leta 1866 v New Yorku. Priljubljeni pa so postali konec 19. stoletja, ko so bili osrednja oblika popularnega glasbenega gledališča. Razcvet je oblika doživela v 20. in 30. letih 20. stoletja. Njegovo središče je bilo na Broadwayu in West Endu.
Beseda muzikal je skrajšana oblika pojma musical play (glasbena igra).

## Nekateri znani muzikali
- Hamilton
- Ladie be Good (Bodite dobro gospa),
- West Side Story (Zgodba z zahodne strani),
- Cats (Mačke),
- Evita,
- Phantom of the opera (Fantom iz opere),
- Hair (Lasje),
- The Geisha (Gejša) ...
- Grease (Briljantina)

Izvirni slovenski muzikali
- Veronika Deseniška
- Cvetje v jeseni
- Vesna
- Povodni mož